# Traitors
Traitors è il terzo album della band death metal Misery Index pubblicato nel 2006.

## Tracce
1. We Never Come in Peace – 1:59 (musica: Adam Jarvis, Jason Netherton)
2. Theocracy – 4:30 (musica: Jarvis, Sparky Voyles)
3. Partisans of Grief – 3:36 (musica: Jarvis, Mark Klöppel)
4. Traitors – 2:23 (musica: Jarvis, Klöppel)
5. Ghosts of Catalonia – 5:00 (musica: Jarvis, Klöppel)
6. Occupation – 4:43 (musica: Jarvis, Netherton)
7. Ruling Class Cancelled – 2:07 (musica: Jarvis, Klöppel)
8. The Arbiter – 2:02 (musica: Jarvis, Klöppel)
9. American Idolatry – 2:19 (musica: Jarvis, Netherton)
10. Thrown into the Sun – 3:58 (musica: Jarvis, Klöppel)
11. Black Sites – 4:44 (musica: Jarvis, Voyles)

## Formazione
- Jason Netherton - basso, voce
- Sparky Voyles - chitarra
- Adam Jarvis - batteria
- Mark 'Lo Sneek' Kloeppel - chitarra, voce